# Habrocestum
Habrocestum este un gen de păianjeni din familia Salticidae.

## Specii[1]
- Habrocestum africanum
- Habrocestum albimanum
- Habrocestum albopunctatum
- Habrocestum algericum
- Habrocestum arabicum
- Habrocestum bovei
- Habrocestum dubium
- Habrocestum egaeum
- Habrocestum ferrugineum
- Habrocestum flavimanum
- Habrocestum flavipes
- Habrocestum formosum
- Habrocestum gibbosum
- Habrocestum graecum
- Habrocestum hongkongiensis
- Habrocestum ibericum
- Habrocestum ignorabile
- Habrocestum inquinatum
- Habrocestum kweilinensis
- Habrocestum latifasciatum
- Habrocestum laurae
- Habrocestum lepidum
- Habrocestum luculentum
- Habrocestum namibicum
- Habrocestum nigristernum
- Habrocestum orientale
- Habrocestum ornaticeps
- Habrocestum panjabius
- Habrocestum papilionaceum
- Habrocestum peckhami
- Habrocestum penicillatum
- Habrocestum pullatum
- Habrocestum punctiventre
- Habrocestum rubroclypeatum
- Habrocestum schinzi
- Habrocestum semiglabratum
- Habrocestum shulovi
- Habrocestum simoni
- Habrocestum socotrense
- Habrocestum speciosum
- Habrocestum subdotatum
- Habrocestum subpenicillatum
- Habrocestum superbum
- Habrocestum tanzanicum
- Habrocestum verattii
- Habrocestum virginale